# Temple d'Amfiarau
El Temple d'Amfiarau era un antic temple grec dedicat a l'antic heroi Amfiarau en el Santuari d'Amfiarau, a prop d'Oropos, a l'est d'Àtica, Grècia. Les seues ruïnes es troben a la zona arqueològica del santuari, en l'actual municipi d'Oropos.

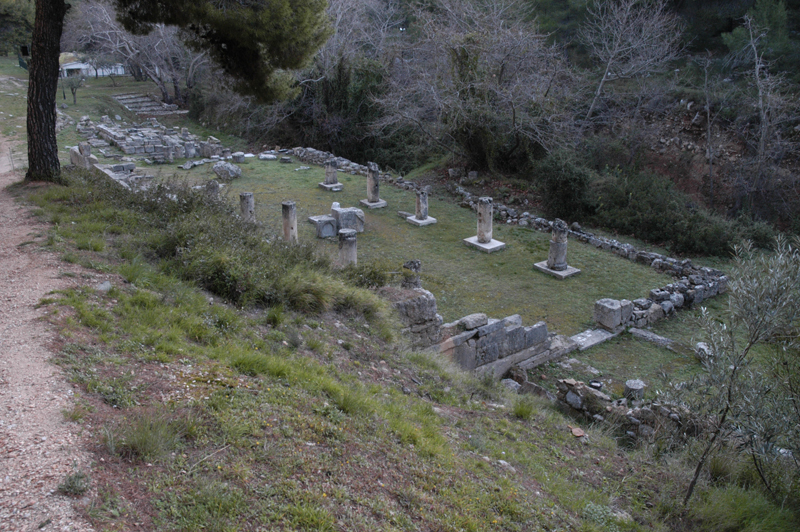
Ruïnes del temple

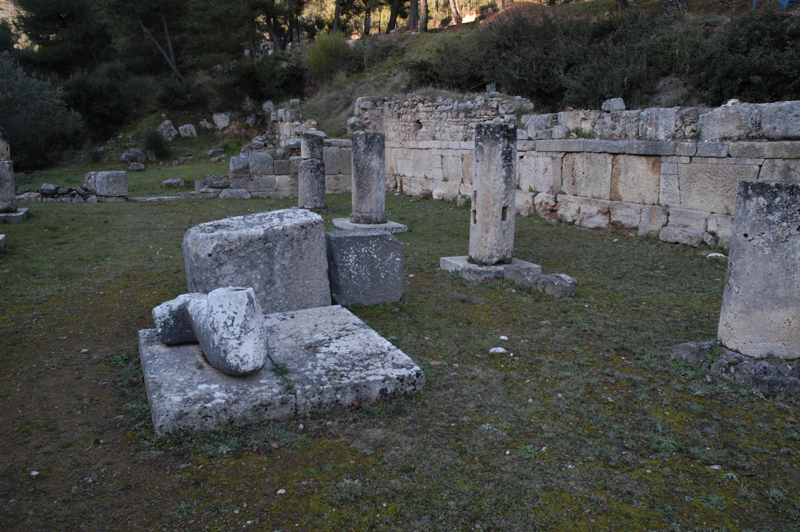
Interior de les ruïnes del Temple d'Amfiarau

El Temple d'Amfiarau es va construir en el període hel·lenístic, en la dècada del 200 abans de la nostra era. Era al vessant nord d'un santuari edificat en un congost. Al nord hi havia el Temple d'Amfiarau, més antic i petit, construït a l'entorn dels 380-300 ae. Al nord-est del temple es trobava l'Estoa d'Amfiarau.
Era d'estil dòric. Feia uns 28 m de llargada i 14 m d'amplada. La façana donava al nord-est. Davant del temple hi havia un pronaos amb sis columnes (hexàstil in antis), una solució poc comuna. A més a més, els pilars antae de les ales eren semicolumnes, per això des del front el temple semblava de vuit columnes. Rere el pronaos hi havia la naos o cel·la, dividida en tres naus per dues fileres de cinc columnes. A la naos, hi havia una estàtua de culte d'Amfiarau. A la part posterior de la naos, hi havia una saleta àditon, a la qual donava una porta des de la naos. Una altra interpretació, però, és que n'hi hauria una segona entrada a la banda de darrere, envoltada per dos pilars.
Davant del temple, a uns 11 metres al nord-est, es trobava l'altar d'Amfiarau i altres déus venerats al santuari. Segons Pausànias, l'altar estava dedicat a aquests déus, agrupats en cinc categories en la inscripció: la primera part a Hèracles, Zeus i Apol·lo Peó ('que guareix'), la segona es consagrava a herois i dones d'herois, i la tercera a Hèstia, Hermes, Amfiarau i els fills d'Amfíloc. La quarta part de l'altar pertany a Afrodita i Panacea ('que guareix tots els mals'), i també a Iaso, Higiea i Atena Peònia ('que guareix'). Una cinquena part de l'altar era per a les nimfes, Pan i els rius Aqueloos i Cefís de Beòcia.
Al nord de l'altar hi havia una zona semicircular en forma de petit teatre, sembla que per a contemplar les ofrenes. Al costat de l'altar, a la banda occidental, hi havia una font dedicada a Amfiarau.